# Phillbill
Diyani Bill Munyenge, plus connu sous le nom de Phillbill ou Phillbill Beatz, né le 27 décembre 1991 à Buéa, est un chanteur, auteur compositeur et beatmaker camerounais. Il est membre fondateur du groupe Ridimz.

## Biographie

### Enfance et débuts
Phillbill est né le 27 décembre 1991 à Buéa, dans la région anglophone du Sud-Ouest au Cameroun, d'un père camerounais et d'une mère nigériane,. Il fait des études secondaires au lycée bilingue de Buéa, puis rejoint l'université de Buéa où il fait ses études supérieures ou il obtient la licence en arts de la scène et arts visuels. En 2008, il quitte le Cameroun pour le Nigeria afin d'y suivre des études en production musicale.

### Ridimz
Phillbill est le cofondateur du groupe Ridimz (Rythmz) qu'il fonde en 2008 avec deux amis: K-Master-K et Dr Nkeng Stephens. Le groupe, qui devient rapidement un duo avec le départ Nkeng Stephens, se fait connaître en 2012 grâce au titre Honeymoon. Le duo enchaîne les singles à succès dès 2016 et sort son premier EP intitulé Addiction en 2018.  

### Carrière de Beatmaker
Phillbill se lance dans la production musicales dès 2010. Il produit des chansons sous le patronyme Phillbillbeatz. Il compose de la musique pour son groupe Rythmz mais est surtout connu pour avoir produit plusieurs hits de la musique urbaine camerounaise et travaillé pour de nombreux artistes de renom parmi lesquels Daphne, Blanche Bailly, Locko, Coco Argentée, Lady Ponce, Ko-c, Mink's Mimie, Numerica, Master Robinson et X-Maleya. Phillbill est spécialisé dans la musique Afropop et l'Afro-bikossa et est reconnu comme l'un des beatmakers les plus influents sur la scène musicale camerounaise,,. Phillbill est nomination aux Trace Awards catégorie, meilleur artiste francophone,. 

## Prix et récompenses
2018:
- Best group à la seconde édition de Urban Jamz 2018, 2019 avec Ridimz[12].

2020:
- Best music producer aux Greenlight Awards
- Best urban music producer au Yani Africa & The Ministry of Culture
- CMEA Awards

2021: 
- Music Producer of the Year, Balafond Music Awards.
- Best Music Producer, Muzikol awards.
- MUMA awards
- Best Music Producer  aux Cameroon Music Evolution Awards[13]

- Balafons MUZIK awards
- Cimfest awards

2022:
- MTNZIK: Best Trending Song (SHABASIKO), Best Downloaded Song AYOBA (SHABASIKO) and Most Viral song (SHABASIKO)
- Nomination au Primud
- Best Music Producer, Urban Jamz 2022.

2023:
- Canal d’or, vainqueur
- Nomination au Afrima USA

2024:
- Balafon MUZIK awards, vainqueur
- Cimfest awards,  vainqueur
- Best talent cameroon[14]

2025:
- Nomination aux Trace Awards catégorie meilleur artiste francophone 2024[15]

## Discographie

### Avec Ridimz
2016: Me and You
2017: Tobassi
2018:  Fedeti, Sensimila, Zigi Zogo, AZIG AZIG, Mango
2020: Dipita
2021: Shabasiko

### En solo
2020: Intimacy
2022: La clé
2023:  
- Bikossa feat styfler, ego& prido
- Malova feat Krys M

2024: 
- Balancez là-bas feat Kan kan boys
- Même si tu pars feat Lil-jay Bingerack & Krys M
- La vraie magie feat Kengo Godefroy, Baladji Kwata

2025: 
- Sélé
- Condiment

### Featuring avec Ridimz
2016: Dancia feat X- Maleya, Madame tout le monde feat Mr Leo.
2019: Market feat Yung Meagan, Janea, Mbenguiste feat Ko-c, Aveiro Djess.
2020: Mama feat Blanche Baily, Ko-c, Sango Edi, Carl Brizzy

### Producteur
- Ko-C   (Caleçon – Palapala - Ça Cuit-Chill- La Galère - Quand j'aurai  l’argent -2 œufs spaghettis )
- Blanche Bailly (Mimbayeur – BonBon - Ton pied Mon Pied- L’argent )
- X-Maleya (Doumba - Mariage)
- Power by Empire - Power1 Ft ( Magasco, Locko, Minks, Ridimz, Tenor)
- Locko ( Mêmes Mêmes Choses- Manuluv- SawaLady- Bloqué- Yayeh)
- Numerica – (Validé)
- Daphné (Rastafari - Mother’s Love –Alleluia)
- Mimie (Dance Fi You- Dona - Je m’en Fou)
- Mink's (Les Gars Là est Laid & Number De Ma Nga)
- Coco Argentée – (Je Me Sens)
- Lady Ponce – (Kum kum)
- Fhish ( Aunty Kirikou)
- Mathematik De Petit Pays (Serenade)
- Rinyu – (Chakara Love - Dreamy Eyes -  Iyori Ft Salatiel - Na Mala)
- Mr Leo (Asabe)
- Gomez (Exodus)
- Rinyu N’a mala
- Rinyu dem nova bonam
- Wally Seck feat chris brown